# 安妮塔·艾格寶
珂絲汀·安妮塔·瑪麗安妮·艾格寶（瑞典語：Kerstin Anita Marianne Ekberg，1931年9月29日—2015年1月11日），女，馬爾默人，瑞典模特兒、演員與性感象徵。曾經演出1960年的義大利電影《甜蜜的生活》（La dolce vita）。

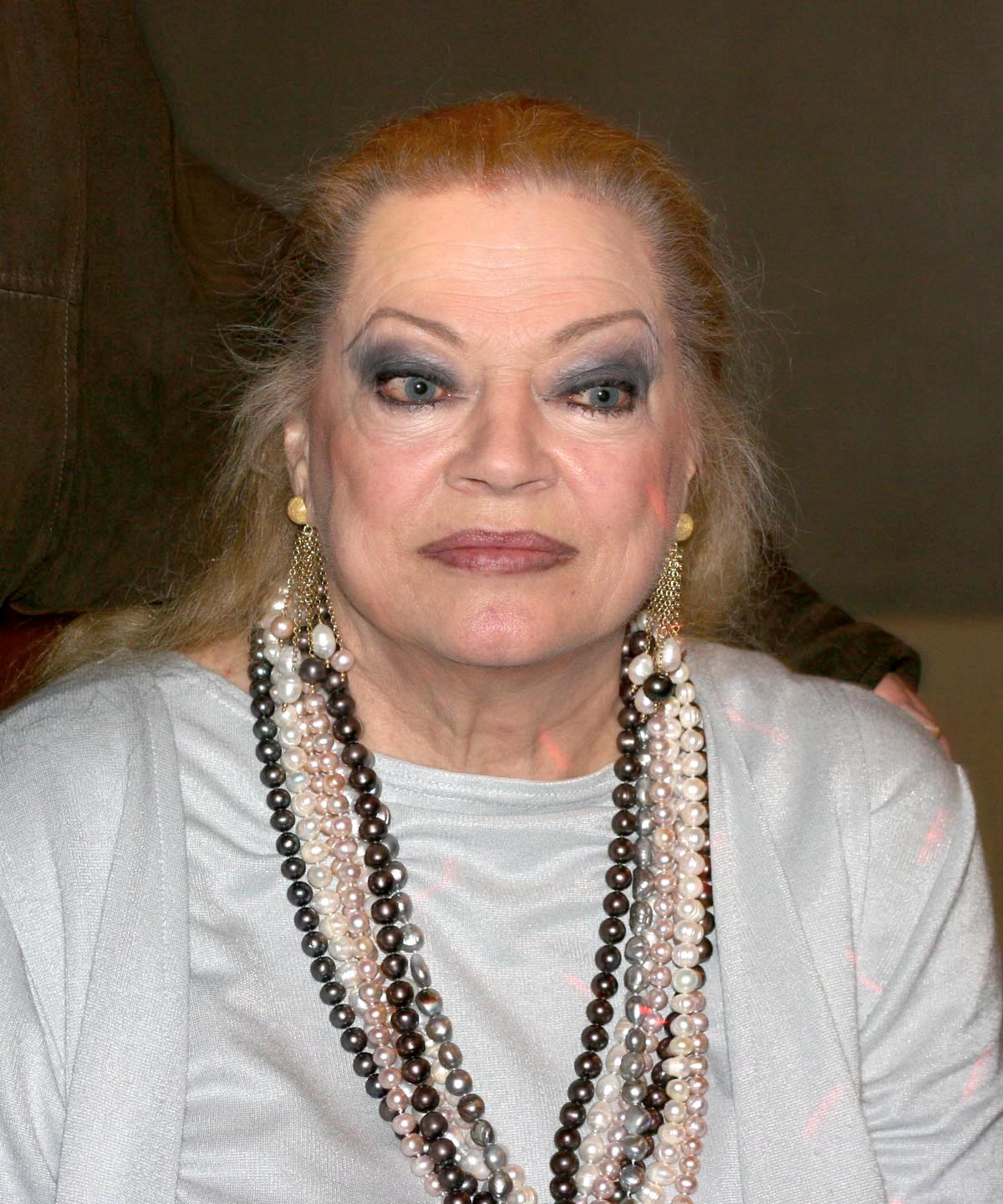
2007年照片

## 外部連結
- Anita Ekberg在互联网电影资料库（IMDb）上的資料（英文）
- Anita Ekberg在TV.com